# みなと商事コインランドリー
『みなと商事コインランドリー』（みなとしょうじコインランドリー、英語: Wash my heart!）は、漫画：缶爪さわ、原作：椿ゆずによるボーイズラブ漫画。pixivコミック内の『ジーンピクシブ』（KADOKAWA）にて2019年12月6日より連載中。

## 概要
2019年6月、「ゆるキュンBLマンガ原作コンテスト」にて椿の小説『Wash my heart!』が優秀賞を受賞したことを受け、同年12月より現在の題名に改題され、缶爪の絵によってコミックとして連載化された。2020年8月に第1巻が発売され、同年10月に発表されたWEBマンガ総選挙では10位に入賞した。2023年5月発表の「WEBマンガ総選挙 pixivコミック10周年 特別編」では2位を獲得した。
2022年3月21日にテレビドラマ化が発表され、この決定を記念して同日から同月27日までの1週間、池袋駅改札外北通路に交通広告が掲示された。
2025年1月時点でシリーズ累計部数は130万部を突破している。

## あらすじ
祖父からコインランドリーの管理者を継いだアラサーの湊晃。そんな小さなコインランドリーに、容姿は良いが不愛想な高校生・香月慎太郎がやってくる。乾燥機の不調を訴えられたことから話すようになるが、ふと湊がゲイであることがバレてしまい、それを知って慎太郎は逃げるように帰ってしまった。しかし2週間後、湊は、再びコインランドリーにやってきた慎太郎からアタックされるようになる。 

## 登場人物
声の項はドラマCD版の声優。

### 主要人物
湊 晃（みなと あきら）
声 - 山下誠一郎
アラサー。サービス残業をしすぎて倒れたことを機に退職し、祖父が経営していたコインランドリーを継ぐ。柔らかな栗色の髪に、優しげな瞳。幼い頃は女子に間違えられるほどに愛くるしかった。サバサバとした性格で、人当たりがいい。押しに弱く、流されやすい性格。欅高校の卒業生で、元水泳部。
香月 慎太郎（かつき しんたろう）
演 - 島﨑信長
欅高校3年生。黒髪に切れ長の瞳。身長は185cm。芸能人にも勝るようなイケメンで、成績は学年トップを誇る。運動神経も抜群。料理上手。腰の怪我が原因で水泳を諦めた過去があり、その時に相談にのってくれた医者に憧れ、医者を志す。普段は無表情で塩対応だが、湊だけには甘々の笑顔で甘やかす。「みなと商事コインランドリー」ファンの中で、「湊晃限界ヲタク」といえば香月慎太郎を指す。その愛は無限大。愛が重い。毎日のように女子に告白されるほどのモテっぷり。家族思いで、料理など、家庭内での役割も大きい。

### 香月家
慎太郎と、3人の妹と2人の弟。合わせて6人兄弟。兄弟仲は非常に良好。両親と祖父母合わせて10人で暮らしている。
香月 蘭子（かつき らんこ）
長女。中学3年生。慎太郎の妹。黒髪ストレートで、おっとりとした印象。自分の通う塾の講師である佐久間柊のことが気になっている。
香月 桜子（かつき さくらこ）
次女。中学2年生。慎太郎の妹。明るい髪色（カラーイラストがないため髪色不明）、強気な印象。
香月 裕太郎（かつき ゆうたろう）
次男。慎太郎の弟。家では慎太郎と同じ部屋。黒髪で、やんちゃ。
香月 光太郎（かつき こうたろう）
三男。慎太郎の弟。甘えん坊な小学生低学年。幼いころの慎太郎によく似ている。
香月 百合子（かつき ゆりこ）
三女。慎太郎の妹。小学4年生。元気いっぱいの女の子。

### その他
英 明日香（はなぶさ あすか）
慎太郎のクラスメイト。身長177cm。桃色の髪をハーフアップにしている。チャラい性格で、女子にモテる。女友達が多い。近所の商店街の魚屋「はなぶさ鮮魚店」の息子。慎太郎が男が好きだと気が付き、ちょっかいをかけてくる。小さいころから湊の世話になっている。湊にとって、手のかかる生意気な弟のような存在。今まで甘やかしてきたせいで、厳しくするタイミングがわからず、湊は明日香を甘やかしがち。佐久間柊と付き合っていた。
佐久間 孝之（さくま たかゆき）
水泳部の顧問で、湊が好きだった相手。ヤンキーだった湊を水泳部に入部させた。黒髪に眼鏡、優しげで真面目な印象。ド天然でドジ。のほほんとした性格。
隼人（はやと）
黒髪の短髪。ピアスを開けている。湊の高校時代の水泳部の後輩。八重歯がチャームポイント。
崇史（たかふみ）
しずか酒店の息子。湊の高校時代の水泳部の後輩。落ち着いた雰囲気。短髪に眼鏡。
要（かなめ）
湊の高校時代の水泳部の後輩。キャップを被っていることが多い。
榊（さかき）
『ベーカリーさかき』の2代目店主。からみ酒。湊の高校時代の先輩。
佐久間 柊（さくま しゅう）
孝之の親戚。近所の商店街にある駄菓子屋「駄菓子さくま屋」の店番をよくしている。蘭子の通う塾で講師を務めている。クールな印象。緩くウェーブした黒髪に、切れ長の瞳。建築ヲタク。
中原 栄一（なかはら えいいち）
黒髪。可愛らしい顔立ち。クールな慎太郎に明るく絡む。慎太郎と光生と学校でよくつるんでいる。
後藤 光生（ごとう みつお）
茶髪。くるくるの癖毛。クールな慎太郎にノリ良く絡む。慎太郎と栄一と学校でよくつるんでいる。
うたおばあちゃん
明日香の祖母。コインランドリーの常連さん。町の歴史に詳しい。

## 書誌情報
- 缶爪さわ（漫画）・椿ゆず（原作）『みなと商事コインランドリー』KADOKAWA〈MFC ジーンピクシブシリーズ〉、既刊6巻（2025年1月27日現在） 
  1. 2020年8月27日発売[10][3]、ISBN 978-4-04-064623-7
  2. 2021年7月27日発売[11]、ISBN 978-4-04-680349-8
  3. 2022年3月26日発売[12]、ISBN 978-4-04-681239-1
  4. 2023年1月27日発売[13]、ISBN 978-4-04-681890-4
  5. 2024年1月26日発売[14]、ISBN 978-4-04-683025-8
  6. 2025年1月27日発売[7]、ISBN 978-4-04-684220-6
- 椿ゆず（小説）・缶爪さわ（イラスト）『ノベル みなと商事コインランドリー』KADOKAWA〈MFC ジーンピクシブシリーズ〉、既刊3巻（2023年4月27日現在）
  1. 「うたかたのキス」2022年2月28日発売[15]、ISBN 978-4-04-681138-7
  2. 「いれかわりの恋」2022年6月27日発売[16]、ISBN 978-4-04-681450-0
  3. 「ひいらぐ旅路」2023年4月27日発売[17]、ISBN 978-4-04-682346-5
- 椿ゆず（原作）・缶爪さわ（監修）『みなと商事コインランドリー 公式アンソロジーコミック ふわふわ』KADOKAWA〈MFC ジーンピクシブシリーズ〉、2022年11月26日発売[18]、ISBN 978-4-04-681787-7
- 椿ゆず（原作）・缶爪さわ（監修）・はしこ（漫画）『みなと商事コインランドリー アイドルパロ きらきら』KADOKAWA〈MFC ジーンピクシブシリーズ〉、2023年10月27日発売[19]、ISBN 978-4-04-682823-1

## テレビドラマ
2022年7月7日（6日深夜）から9月22日（21日深夜）まで、テレビ東京系「ドラマParavi」枠にて放送された。動画配信サービス「Paravi」では地上波より1週早く放送が開始された。主演は草川拓弥（超特急）。
2023年7月6日（5日深夜）から9月21日（20日深夜）まで、同局系「ドラマNEXT」枠にて続編となる『みなと商事コインランドリー2』が放送された。
本稿では便宜上、第1作をS1、続編をS2の略称で表記する。

### 反響
- 毎週放送ごとにTwitterではトレンド入りを果たし、地上波にて最終話が放送された際は日本のトレンド2位になった[要出典]。
- 動画配信サービスparaviでは最終話の配信開始直後、あまりのアクセスにサーバーがダウンした[要出典]。
- 2022年8月31日にモデルプレスから発表された、『【2022年夏】読者が選ぶ「今期最もハマっている深夜ドラマ」』では2位を獲得[24]。
- また2022年12月26日、同じくモデルプレスから発表された『モデルプレス読者が選ぶ「ベストエンタメアワード2022」』では8部門のうち、ベスト深夜ドラマ部門とドラマベストキスシーン部門で1位を獲得した[25]。

### キャスト

#### 主要人物
- 湊晃 - 草川拓弥（超特急）[22]
- 香月慎太郎 - 西垣匠[20][21][22]（幼少期：上野山夢輝[26]、中学生時代：白鳥晴都[27]）

#### 周辺人物
- 英明日香 - 奥智哉[28][23]
- 香月桜子 - 豊嶋花[28][23]
- 佐久間柊 - 稲葉友[28][23]
- 佐久間孝之 - 福士誠治[28][23]
- 町田咲 - 井上小百合[29]（S1）

#### ゲスト

##### S1
第1話
- うた - 曽我久子（第2話・第6話・第9話）
- 修理業者 - 川末敦
- 湊の祖父 - レン杉山

第2話
- マミ - 井上音生（第3話 - 第6話）
- 武田 - 橋本稜（スクールゾーン）（第3話）
- 鈴木 - 山本祥子
- 魚屋の大将 - 大滝明利（第6話）
- マミの友達1 - 矢野ななか（第3話 - 第5話）
- マミの友達2 - 柳澤花（第3話 - 第5話）
- 明日香の女子友達1 - 筒井結愛（第3話 - 第5話）
- 明日香の女子友達2 - 原藍梨（第3話 - 第5話）
- 明日香の女子友達3 - 早河ルカ（第3話 - 第5話）

第3話
- 後輩の女子 - 織田ひまり
- 男1 - 大西けんけん
- 女1 - 小牧那凪

第4話
- 警官 - 田中貴裕
- 下着泥棒 - 上野山浩
- 教師 - 和田亮太

第5話
- 生徒 - 大江駿輔
- 湊のクラスメイト1 - 南雲奨馬
- 湊のクラスメイト2 - 蒼野孝介

第6話
- 香月裕太郎 - 上野山夢輝（二役）（第7話・第10話）

第7話
- 旭颯太 - 長野凌大（原因は自分にある。）
- 店員 - 山口厚子
- 男子部員1  - 永山大智（第8話 - 第10話・最終話）
- 男子部員2 - 白間太陽（第8話 - 第10話・最終話）
- 男子部員3 - 三谷貫太（第9話・第10話・最終話）
- 女子部員1 - 真白佳奈（第8話 - 第10話・最終話）
- 女子部員2 - 古賀柚奈（第8話 - 第10話・最終話）

第8話
- 男子部員3 - 山田純之介

第9話
- 子供 - 木下瑛太
- 外国人のセクシー美女 - ソフィア・T
- 医者 - 青山義典

第11話
- 松尾太陽 - 松尾太陽（超特急）
- 大学の案内係 - 長谷川千尋

##### S2
第1話
- 英香吾 - 大滝明利
- うた - 曽我久子（S1にも登場）

第2話
- 湊の祖父 - 渡辺哲
- 湊の祖母 - 梅沢昌代

第3話
- 瑞希 - 深尾あむ（第4話）

第4話
- 桐原智 - 武田航平（第5話・第6話）

第5話
- 警備員 - 東康仁

第9話
- 男性 - 髙松アロハ（超特急）

第10話
- 橘健太 - 阿久根温世（第11話）

### スタッフ
- 原作 - 缶爪さわ（漫画）/ 椿ゆず（原作）『みなと商事コインランドリー』（MFC ジーンピクシブシリーズ / KADOKAWA刊）
- 脚本
  - S1 - 金井純一、山下すばる、木滝りま[20]
  - S2 - 金井純一、山下すばる[48]
- 音楽 - 鈴木ヤスヨシ[31]
- 主題歌 - 超ときめき♡宣伝部（avex trax）
  - S1 - 「ギュッと!」[49]
  - S2 - 「かわいいメモリアル」[50]
- エンディングテーマ
  - S1 - 帰りの会「朔日」（SKID ZERO）[29]
  - S2 - リュックと添い寝ごはん「Be My Baby」（SPEEDSTAR RECORDS / Victor Entertainment）[50]
- 監督
  - S1 - 金井純一、湯浅弘章、枝優花[20]
  - S2 - 金井純一、北川瞳、川崎僚[48]
- チーフプロデューサー - 山鹿達也（テレビ東京）[48]
- プロデューサー - 小松幸敏（テレビ東京）、木村綾乃（The icon）[48]
- 制作 - テレビ東京、The icon
- 製作著作
  - S1 - 「みなと商事コインランドリー」製作委員会
  - S2 - 「みなと商事コインランドリー2」製作委員会[48]

### 放送日程
| 各話   | 放送日        | サブタイトル                | 脚本       | 監督     |
| ------ | ------------- | --------------------------- | ---------- | -------- |
| 第1話  | 2022年7月07日 | 真夏のゆるきゅんラブ!       | 金井純一   | 金井純一 |
| 第2話  | 7月14日       | 友達って魔法の言葉!?        | 金井純一   | 金井純一 |
| 第3話  | 7月21日       | 恋のライバル現る!           | 金井純一   | 湯浅弘章 |
| 第4話  | 7月28日       | 心の葛藤…これは恋!          | 金井純一   | 湯浅弘章 |
| 第5話  | 8月04日       | 想い人と再会…決意の時!?     | 山下すばる | 枝優花   |
| 第6話  | 8月11日       | 過去の自分から卒業!         | 山下すばる | 枝優花   |
| 第7話  | 8月18日       | 気まずい二人…10年前の真相!? | 山下すばる | 枝優花   |
| 第8話  | 8月25日       | 夏の終わりとそれぞれの決断! | 山下すばる | 枝優花   |
| 第9話  | 9月01日       | その恋、応援します          | 木滝りま   | 金井純一 |
| 第10話 | 9月08日       | 10年越しの決着!             | 山下すばる | 金井純一 |
| 第11話 | 9月15日       | 東京デートで初のお泊まり!?  | 金井純一   | 金井純一 |
| 最終話 | 9月22日       | 2人が選んだ未来とは…        | 金井純一   | 金井純一 |

| 各話   | 放送日        | サブタイトル                       | 脚本       | 監督     |
| ------ | ------------- | ---------------------------------- | ---------- | -------- |
| 第1話  | 2023年7月06日 | 両思いの恋…甘やかな日々            | 金井純一   | 金井純一 |
| 第2話  | 7月13日       | 七夕の願いドキドキの同棲           | 金井純一   | 金井純一 |
| 第3話  | 7月20日       | シンと明日香の悩み…                | 金井純一   | 北川瞳   |
| 第4話  | 7月27日       | 湊、大学に潜入…!?                  | 山下すばる | 北川瞳   |
| 第5話  | 8月03日       | シンと親密な男                     | 山下すばる | 川崎僚   |
| 第6話  | 8月10日       | 暗がりの訪問者!                    | 山下すばる | 川崎僚   |
| 第7話  | 8月17日       | 柊の想いと湊の宣言                 | 山下すばる | 北川瞳   |
| 第8話  | 8月24日       | ドキドキの温泉旅行!?               | 山下すばる | 北川瞳   |
| 第9話  | 8月31日       | シンへの誕生日プレゼント           | 金井純一   | 金井純一 |
| 第10話 | 9月07日       | 失われた記憶                       | 金井純一   | 金井純一 |
| 第11話 | 9月14日       | どきどきサマーデート大作戦!?       | 金井純一   | 金井純一 |
| 最終話 | 9月21日       | 追憶の中の笑顔…涙の理由と2人の運命 | 金井純一   | 金井純一 |

### 放送局
| 放送期間                  | 放送時間         | 放送局         | 対象地域       | 備考           |
| ------------------------- | ---------------- | -------------- | -------------- | -------------- |
| 2022年7月7日 - 9月22日    | 木曜 0:30 - 1:00 | テレビ東京     | 関東広域圏     | 製作局         |
|                           |                  | テレビ大阪     | 大阪府         |                |
|                           |                  | テレビ愛知     | 愛知県         |                |
|                           |                  | テレビせとうち | 岡山県・香川県 |                |
|                           |                  | テレビ北海道   | 北海道         |                |
|                           |                  | TVQ九州放送    | 福岡県         |                |
| 2022年8月17日 - 11月2日   | 水曜 0:00 - 0:30 | びわ湖放送     | 滋賀県         |                |
| 2022年9月23日 - 12月7日   | 金曜 0:05 - 0:35 | テレビ和歌山   | 和歌山県       |                |
| 2022年10月14日 - 12月30日 | 金曜 0:00 - 0:30 | BSテレ東       | 全国           |                |
|                           |                  | BSテレ東4K     | 全国           | 4K制作版で放送 |

| 放送期間                 | 放送時間         | 放送局         | 対象地域       | 備考           |
| ------------------------ | ---------------- | -------------- | -------------- | -------------- |
| 2023年7月6日 - 9月21日   | 木曜 0:30 - 1:00 | テレビ東京     | 関東広域圏     | 製作局         |
|                          |                  | テレビ大阪     | 大阪府         |                |
|                          |                  | テレビ愛知     | 愛知県         |                |
|                          |                  | テレビせとうち | 岡山県・香川県 |                |
|                          |                  | テレビ北海道   | 北海道         |                |
|                          |                  | TVQ九州放送    | 福岡県         |                |
| 2023年7月26日 - 10月11日 | 水曜 0:35 - 1:05 | びわ湖放送     | 滋賀県         |                |
| 2023年9月19日 - 11月28日 | 火曜 1:05 - 1:35 | テレビ和歌山   | 和歌山県       |                |
| 2023年10月5日 - 12月22日 | 金曜 0:00 - 0:30 | BSテレ東（2K） | 全国           |                |
|                          |                  | BSテレ東4K     | 全国           | 4K制作版で放送 |

### ネット配信
| 配信開始月 | 配信サイト     | 配信料金     | 備考                          |
| ---------- | -------------- | ------------ | ----------------------------- |
| 2022年7月  | ネットもテレ東 | 広告付き無料 | 見逃し配信                    |
| 2022年7月  | TVer           | 広告付き無料 | 見逃し配信                    |
| 2022年7月  | GYAO!          | 広告付き無料 | 見逃し配信                    |
| 2022年6月  | Paravi         | 定額制有料   | 毎週火曜21:00より一週先行配信 |

| 配信開始月 | 配信サイト     | 配信料金     | 備考                                                                          |
| ---------- | -------------- | ------------ | ----------------------------------------------------------------------------- |
| 2023年7月  | ネットもテレ東 | 広告付き無料 | 見逃し配信                                                                    |
| 2023年7月  | TVer           | 広告付き無料 | 見逃し配信                                                                    |
| 2023年7月  | U-NEXT         | 定額制有料   | 5日の21:00に第1話と2話を連続配信。 第3話以降、毎週水曜21:00より一週先行配信。 |

| テレビ東京系 ドラマParavi                                                   | テレビ東京系 ドラマParavi                                                         | テレビ東京系 ドラマParavi                                           |
| 前番組                                                                      | 番組名                                                                            | 次番組                                                              |
| --------------------------------------------------------------------------- | --------------------------------------------------------------------------------- | ------------------------------------------------------------------- |
| メンタル強め美女白川さん （2022年4月7日 - 6月23日）                         | みなと商事コインランドリー （2022年7月7日 - 9月22日）                             | 夫婦円満レシピ 〜交換しない?一晩だけ〜 （2022年10月6日 - 12月22日） |
| テレビ東京系 木曜 0:30 - 1:00（水曜深夜）                                   |                                                                                   |                                                                     |
| 隣の男はよく食べる （2023年4月13日 - 6月29日） - ここまで『ドラマParavi』枠 | みなと商事コインランドリー2 （2023年7月6日 - 9月21日） - ここから『ドラマNEXT』枠 | 推しが上司になりまして （2023年10月5日 - 12月21日）                 |

### ポップアップストア
2022年8月9日に、東京と大阪にてポップアップストアの開催を発表。9月16日には追加で名古屋での開催を発表した。ストアではドラマオリジナルグッズや原作本の発売、実際に出演者が着用した衣装やドラマ場面の写真、キャラクターパネルが展示された。また草川と西垣はそれぞれ東京と大阪のストアを訪れ、グッズ見本や写真・パネルにサインを行った。